# Saprosma annamense
Saprosma annamense är en måreväxtart som beskrevs av Jean Baptiste Louis Pierre och Charles-Joseph Marie Pitard. Saprosma annamense ingår i släktet Saprosma och familjen måreväxter. Inga underarter finns listade i Catalogue of Life.